# کوواتش (ناحیه ییچین)
کوواتش (به چکی: Kovač) یک منطقهٔ مسکونی در جمهوری چک است که در شهرستان ییچین واقع شده‌است.